# Rosaura Andazabal Cayllahua
Rosaura Andazabal Cayllahua (Lima, 23 de febrero de 1961-Lima, 15 de mayo de 2021) fue una historiadora, docente e investigadora peruana dedicada a los estudios de arte popular, transcripción paleográfica de documentos archivísticos y traducción de cuentos populares del idioma quechua al español.

## Biografía
Nació el 23 de febrero de 1961 en Lima. Cursó sus estudios secundarios en el Colegio Nacional de Mujeres Teresa González de Fanning. Posteriormente, estudió la carrera de Historia en la Universidad Nacional Federico Villarreal. Luego, siguió estudios de posgrado. Estudió la maestría en Historia en la Pontificia Universidad Católica del Perú. Falleció el 15 de mayo a los 60 años de edad.

## Trayectoria profesional
En 1985 ingresó como investigadora permanente en el Seminario de Historia Rural Andina (SHRA) de la Universidad Nacional Mayor de San Marcos. Desde ese entonces ha orientado sus investigaciones a la historia socioeconómica del Perú y Latinoamérica entre los siglos XVI y XVIII; al arte popular andino, y en torno a la Educación Intercultural y Bilingüe del Ande peruano. Participó también como ponente en diferentes espacios académicos en el Perú y en el extranjero.
El SHRA de la Universidad Nacional Mayor de San Marcos (SHRA- UNMSM) ha sido un centro de investigación con gran impacto en su vida. En este centro, junto a diferentes investigadores e investigadoras logró desarrollar diversos proyectos de investigación e impacto en las ciencias históricas. Durante la década de 1990, fue coordinadora del Área Andina del proyecto "Cuentos Pintados del Perú" que dirige Pablo Macera. Ha sido curadora de más de una veintena de exposiciones de Arte Popular Andino, destacando entre las últimas El legado del huayli, Los Tineo y la cerámica ayacuchana (SHRA-UNMSM, 2011) y El Arte de Ayacucho: celebración de la Vida (ICPNA-URP, julio-agosto, 2010).
Destaca también en su trayectoria como curadora "Sumaq Qaramanta - De la bonita piel", en donde se demuestra la evolución histórica del uso del cuero y de las pieles y la calidad de la peletería y talabartería desarrollada en Huamanga. La exposición se realizó en diciembre del 2013.

## Publicaciones
Entre sus publicaciones más relevantes, se encuentran las siguientes:
- Macera, Pablo (1992). Los precios del Perú, siglos XVI – XIX. Fuentes. Colaboradores: Rosaura Andazabal, Ilder Mendieta, Luz Peralta / Rosa Boccolini, Rosario Jiménez/ Javier Garvich, Lorena Toledo/ Roger Alderete, Cristóbal Aljovín, Julio Buenaño, Nadia Carnero y Leonor López. Computación: Walter Carnero, Jesús Ferro, Alberto Graña, Luis Donayre y Marco Kamiya.
- Andazabal, R. (1994). Pleitos de tierras, Quito 1708-1716: (Anla y Cochecarangue).
- Andazabal, R. (1994). Geografía de la sierra, siglo XIX: Huancavelica.
- Andazabal, R., Berrocal, C., Macera, P. (1996). Cuentos Pintados del Perú / Pirumanta Qillqasqa Willakuykuna. I (Español / Quechua Ayacucho- Chanca).
- Andazabal, R., Berrocal, C., Macera, P. (1997). Flora y fauna de Sarhua: pintura y palabra.
- Andazabal, R., (2004). Me contó mi abuelita este cuentito que he pintado.
- Andazabal, R., (2006). Publicaciones del Seminario de Historia Rural Andina (1968-2000).
- Andazabal, R., (2007). Criminalística peruana en el siglo XVIII: ensayo de interpretación estadística en torno a la causal de homicidio.
- Andazabal, R., (2010). Convento de monjas de Nuestra Señora de la Peña de Francia, Advocación de Santa Clara: censos, rentas y dietas. Lima, 1740-1794.
- Andazabal, R., Núñez Herrera, G. (2012). Cusco: arte y tradición oral quechua del valle del Ollantaytambo. Lima, 2012.